# Parafia Chrystusa Króla w Tuplicach
Parafia Chrystusa Króla w Tuplicach – parafia rzymskokatolicka z siedzibą w Tuplicach, położona w dekanacie Łęknica, diecezji zielonogórsko-gorzowskiej, metropolii szczecińsko-kamieńskiej w Polsce, erygowana 17 listopada 1935.